# Олексенко Степан Степанович
Степан Степанович Олексенко (22 жовтня 1941 (період евакуації), Михайлівка, Сталінградська область, РРФСР, СРСР  — 10 серпня 2006, Київ, Україна) — український актор. Народний артист СРСР (1991). Народний артист Української РСР (1980). Академік Академії мистецтв України (2004).

## Біографія
Народився 22 жовтня 1941 року у станиці Михайлівці Сталінградської області. В 1964 році закінчив акторський факультет Київського державного інституту театрального мистецтва імені І. Карпенка-Карого (курс Л. А. Олійника).
Виступав на сцені Національного драматичного театру імені І. Франка. Член Національної спілки театральних діячів України.

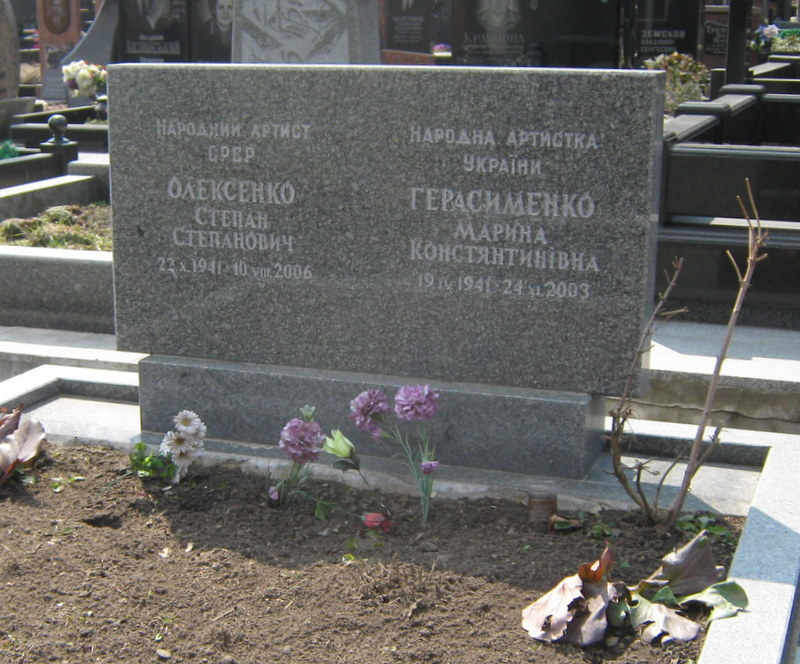
Могила Степана Олексенка

Помер після тяжкої хвороби 10 серпня 2006 року у Києві. Похований на Байковому кладовищі разом з дружиною (ділянка № 49а).

### Родина
- Мати — письменниця Галина Олексенко.
- Батько — політичний діяч, один з організаторів партизанського руху в СРСР Степан Олексенко (1904—1976).
- Брат — мистецтвознавець, театральний діяч, актор В'ячеслав Олексенко (1945—2018).
- Дружина — акторка, народна артистка УРСР Марина Герасименко (1941—2003).
  - Теща — мистецтвознавиця, кандидат мистецтвознавства Ірина Вериківська (1921—2011).
  - Донька — акторка Олександра Олексенко.
    - Онук — актор Костянтин Олексенко.

## Фільмографія
Знявся у фільмах: «Суєта» (1956, Петро), «Гамлет» (1964, Лаерт), «Фауст і Смерть» (1966, т/ф), «Безталанна» (1966, т/ф), «Десятий крок» (1967), «На Київському напрямку» (1967, Іван), «Падав іній», «Софія Грушко» (1971), «Така вона, гра» (1976, Бушуєв), «За п'ять секунд до катастрофи» (1977), «Море» (1978), «Дачна поїздка сержанта Цибулі» (1979), «Київські зустрічі» (1979, новела «Сімейна драма»), «Платон мені друг» (1980, Платон), «Ми звинувачуємо» (1985, Кузьмін), «Пароль знали двоє» (1985, Манцов), «Дім батька твого» (1986, т/ф), «Все перемагає любов» (1987, капітан), «Звинувачується весілля» (1986), «Помешкання у завулку» (1990, відео), «Війна (На західному напрямку)» (1990), Вбити «Шакала» (1991), «Стамбульський транзит» (1993) та інші.